# Sermocinatio
Die Sermocinatio (von lateinisch sermo, ‚Rede‘) ist eine rhetorische Figur, bei der eine nicht anwesende Person als anwesend vorgestellt und dieser eine bestimmte Rede in den Mund gelegt bzw. eine bestimmte Handlung unterstellt wird. Je nach Begriffsverständnis wird darunter auch die Prosopopoiie im engeren Sinne, also die Rede personifizierter Abstrakta oder Gegenstände verstanden.
Beispiele:
- „Was würde deine Mutter dazu sagen, wenn sie noch leben würde? Sie würde dir den Kopf waschen und sagen: ‚Glaubst du nicht, dass …‘“
- „Dieses Vaterland, Catilina, verhandelt mit dir und spricht sozusagen im Geheimen zu dir: ‚Schon einige Jahre lang gibt es kein Verbrechen mehr, das nicht von dir ausgeübt worden wäre, geschieht keine Schandtat mehr ohne dich. […]‘“ (Cicero, 1. Rede gegen Catilina)